# Dipteryx alata
Dipteryx alata là một loài rau đậu thuộc họ Fabaceae.

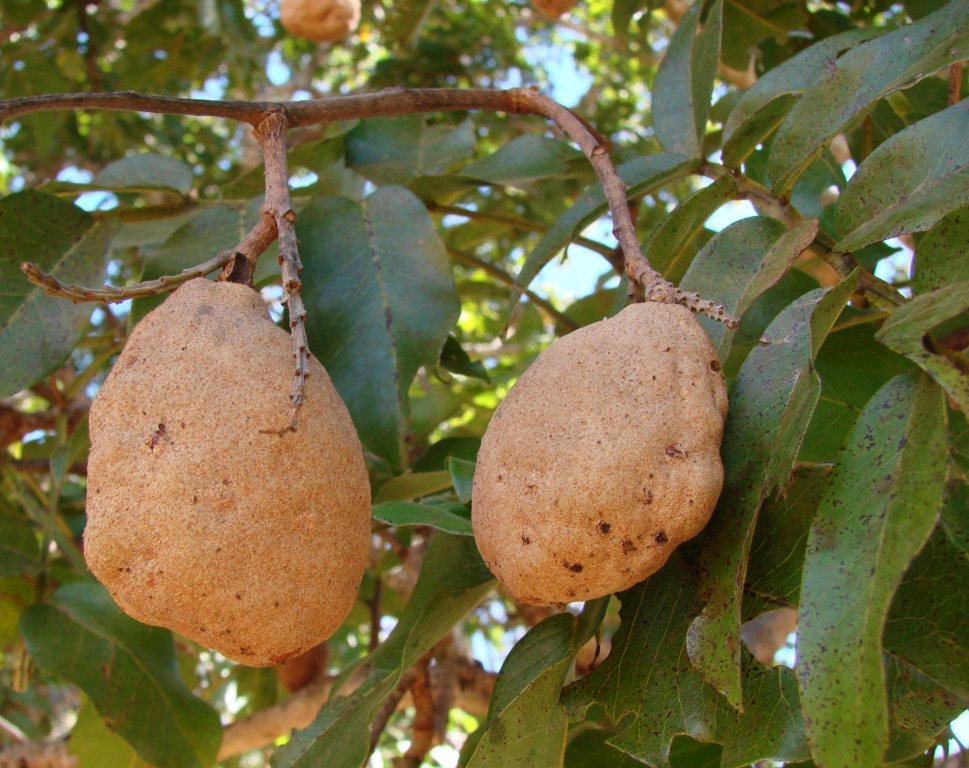
Trái cây Dipteryx alata.l

Cây cao đến 25 m, đường kính 0,7 m.

## Hình ảnh

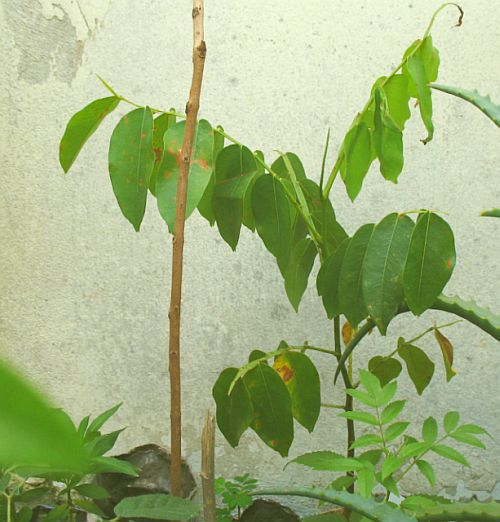
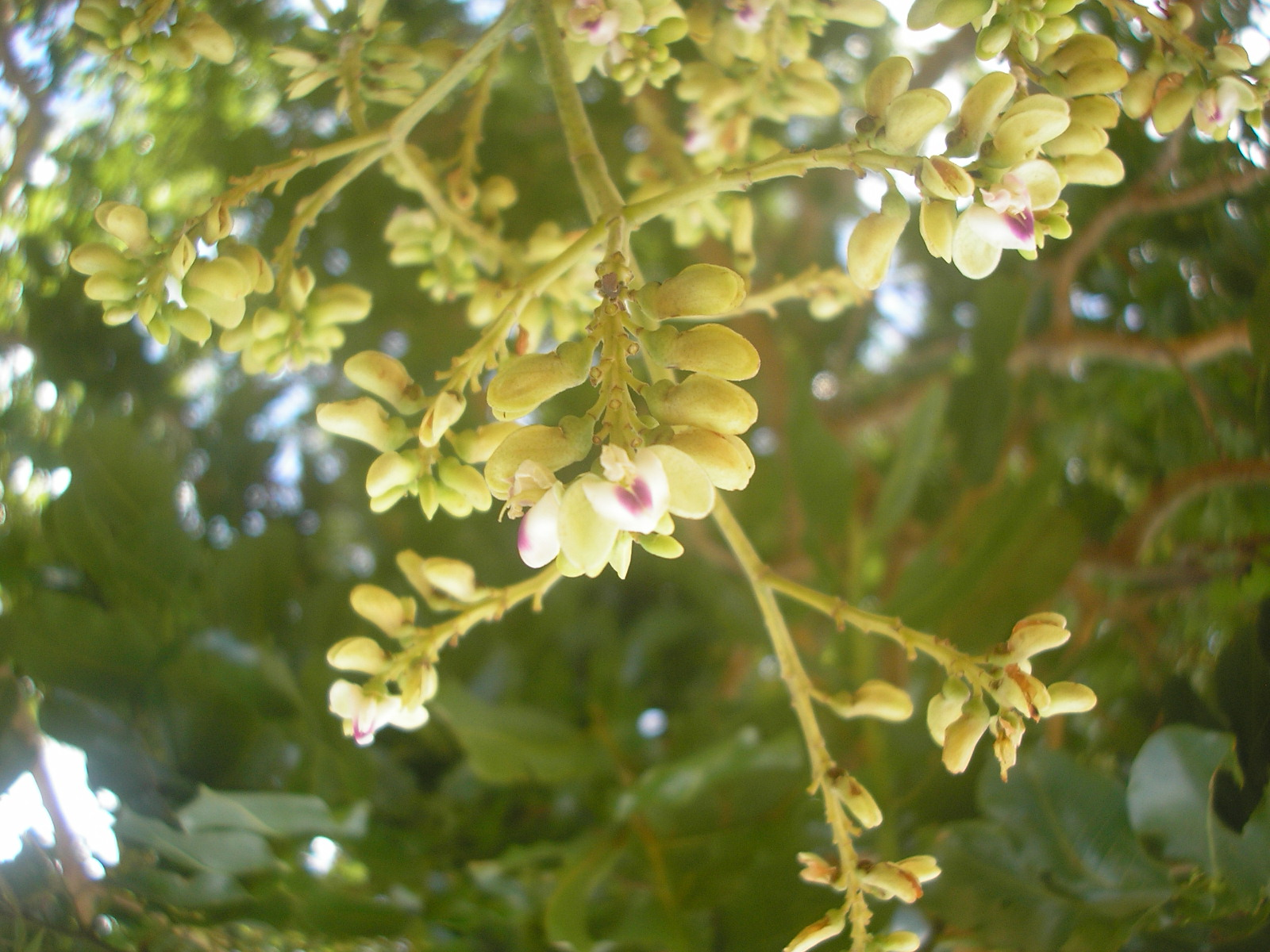
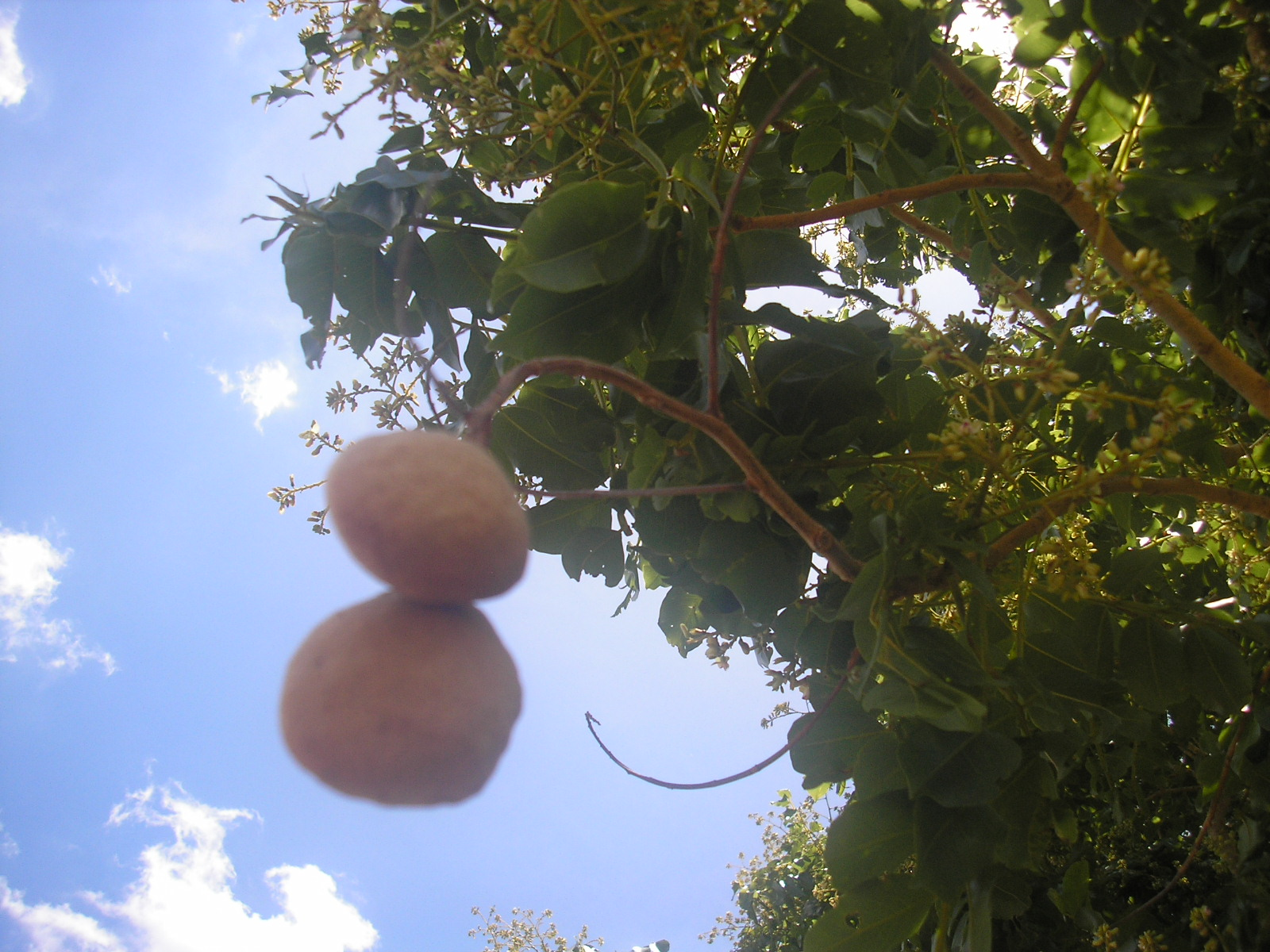